# Haplonycteris fischeri
Il pipistrello della frutta pigmeo delle Filippine (Haplonycteris fischeri Lawrence, 1939) è un pipistrello appartenente alla famiglia degli Pteropodidi, unica specie del genere Haplonycteris (Lawrence, 1939), endemico delle Isole Filippine.

## Descrizione

### Dimensioni
Pipistrello di piccole dimensioni, con la lunghezza totale tra 65 e 80 mm, la lunghezza dell'avambraccio tra 46 e 53 mm, la lunghezza delle orecchie tra 11 e 16 mm e un peso fino a 21 g.

### Caratteristiche craniche e dentarie
Il cranio ha un rostro corto ed ottuso, ed è privo dei fori post-orbitali, presenti in alcune specie affini. Gli incisivi superiori sono lunghi e robusti.
Sono caratterizzati dalla seguente formula dentaria:

### Aspetto
La pelliccia è lunga e si estende leggermente sulle zampe e le membrane alari. Il colore del dorso è bruno-rossastro, le spalle sono marroni chiare, la testa è più scura, mentre le parti ventrali sono marroni, leggermente cosparse di peli argentati lungo la parte centrale dell'addome. L'avambraccio è ricoperto di peli chiari. I maschi hanno una massa ghiandolare su ogni lato del collo che secerne una sostanza oleosa color arancio e tinge la pelliccia circostante. Il muso è corto e affusolato, le narici sono tubulari e divergenti. Gli occhi sono grandi. Le orecchie sono corte e ben separate tra loro. Il pollice è insolitamente lungo. Le membrane alari sono attaccate posteriormente alla prima falange dell'alluce. È privo di coda e del calcar, mentre l'uropatagio è ridotto ad una sottile membrana lungo la parte interna degli arti inferiori.

## Biologia

### Alimentazione
Si nutre di frutti di specie native di Ficus e possibilmente almeno di una specie del genere Piper. È un importante dispersore di semi.

### Riproduzione
Danno alla luce un piccolo all'anno tra la fine di maggio e i primi di luglio. La durata dell'allattamento è di circa tre mesi. Le femmine raggiungono la maturità sessuale dopo 3-5 mesi mentre i maschi soltanto dopo 10-11 mesi. L'aspettativa di vita in natura è di 4 anni.

## Distribuzione e habitat
Questa specie è diffusa nelle isole filippine di Biliran, Bohol, Catanduanes, Cebu, Dinagat, Leyte, Luzon, Marinduque, Mindanao, Mindoro, Negros, Palaui, Panay, Samar e Sibuyan.
Vive nelle foreste primarie, specialmente alle medie altitudini tra 150 e 2.250 metri di altitudine, mentre è più rara nelle foreste secondarie. È completamente assente nelle aree agricole.

## Tassonomia
Gli individui dell'isola di Sibuyan appartengono ad una specie distinta ancora non descritta.

## Conservazione
La IUCN Red List, considerato il vasto Areale e la popolazione abbondante ad altitudini elevate, dove le minacce sono minime, classifica H.fischeri come specie a rischio minimo (Least Concern)).